# (467246) 2016 EZ171
(467246) 2016 EZ171 es un asteroide perteneciente al cinturón de asteroides, descubierto el 27 de marzo de 2012 por el equipo Spacewatch desde el Observatorio Nacional de Kitt Peak (Arizona, Estados Unidos).